# Старообинцево
Старообинцево — упразднённое село в Шелаболихинском районе Алтайского края. На момент упразднения входило в состав Новообинцевского сельсовета Павловского района. Исключено из учётных данных в 1985 году.

## География
Располагалось на правом берегу протоки Топчиха реки Старая Обь, в 3,5 км юго-востоку от села Иня.

## История
Основано в 1800 г. В 1928 г. село Старо-Обинцево состояло из 203 хозяйств. В административном отношении являлось центром Старо-Обинцевского сельсовета Шелаболихинского района Барнаульского округа Сибирского края.
Решением Алтайского краевого исполнительного комитета от 04.03.1985 года № 45 село исключено из учётных данных.

## Население
В 1926 г. в селе проживало 986 человек (459 мужчин и 527 женщин), основное население — русские.